# 금화 김씨
금화 김씨(金化金氏)는 한국의 성씨이다.

## 역사
시조는 조선(朝鮮) 시대에 진사(進士)를 지낸 김낭(金浪, 김랑)이라는 인물이다.
금화(金化)라는 지명은 지금의 강원특별자치도 철원군(江原道 鐵原郡)의 동부를 뜻한다.